# Lee Wai Sze
Lee Wai Sze (en chino: 李慧詩; Hong Kong, 12 de mayo de 1987) es una deportista hongkonesa que compitió en ciclismo en la modalidad de pista, especialista en las pruebas de velocidad individual, contrarreloj y keirin.
Participó en tres Juegos Olímpicos de Verano, entre los años 2012 y 2020, obteniendo dos medallas de bronce, en Londres 2012 (keirin) y Tokio 2020 (velocidad individual).
Ganó ocho medallas en el Campeonato Mundial de Ciclismo en Pista, entre los años 2013 y 2020.

## Trayectoria deportiva
En los Juegos Olímpicos de Londres 2012 ganó la medalla de bronce en el keirin femenino, dando a Hong Kong su primera medalla olímpica en ciclismo, y la tercera en la historia olímpica de este país.
En el Mundial de 2013 consiguió la medalla de oro en la prueba de 500 m contrarreloj y la de bronce en velocidad individual, en el Mundial de 2016 obtuvo la medalla de plata en 500 m contrarreloj. En el Mundial de 2019 se coronó campeona de velocidad individual y de keirin, y en el Mundial de 2020 logró la medalla de bronce en velocidad individual.
En su segunda participación olímpica, en Río de Janeiro 2016, obtuvo dos diplomas, de sexto lugar en velocidad individual y de séptimo en keirin. En Tokio 2020 consiguió la medalla de bronce en velocidad individual al derrotar en la serie por el tercer lugar a la alemana Emma Hinze.
Fue la abanderada de Hong Kong en la ceremonia de apertura de los Juegos de Londres 2012. En 2022 fue condecorada con la Estrella Plateada de Bauhinia (SBS).

## Medallero internacional
| Juegos Olímpicos   | Juegos Olímpicos         | Juegos Olímpicos  | Juegos Olímpicos     |
| Año                | Lugar                    | Medalla           | Competición          |
| ------------------ | ------------------------ | ----------------- | -------------------- |
| 2012               | Londres (Reino Unido)    | Medalla de bronce | Keirin               |
| 2020               | Tokio (Japón)            | Medalla de bronce | Velocidad individual |
| Campeonato Mundial |                          |                   |                      |
| Año                | Lugar                    | Medalla           | Competición          |
| 2013               | Minsk (Bielorrusia)      | Medalla de oro    | 500 m contrarreloj   |
| 2013               | Minsk (Bielorrusia)      | Medalla de bronce | Velocidad individual |
| 2016               | Londres (Reino Unido)    | Medalla de plata  | 500 m contrarreloj   |
| 2017               | Hong Kong (China)        | Medalla de bronce | Velocidad individual |
| 2018               | Apeldoorn (Países Bajos) | Medalla de plata  | Keirin               |
| 2019               | Pruszków (Polonia)       | Medalla de oro    | Velocidad individual |
| 2019               | Pruszków (Polonia)       | Medalla de oro    | Keirin               |
| 2020               | Berlín (Alemania)        | Medalla de bronce | Velocidad individual |